# Fresquera

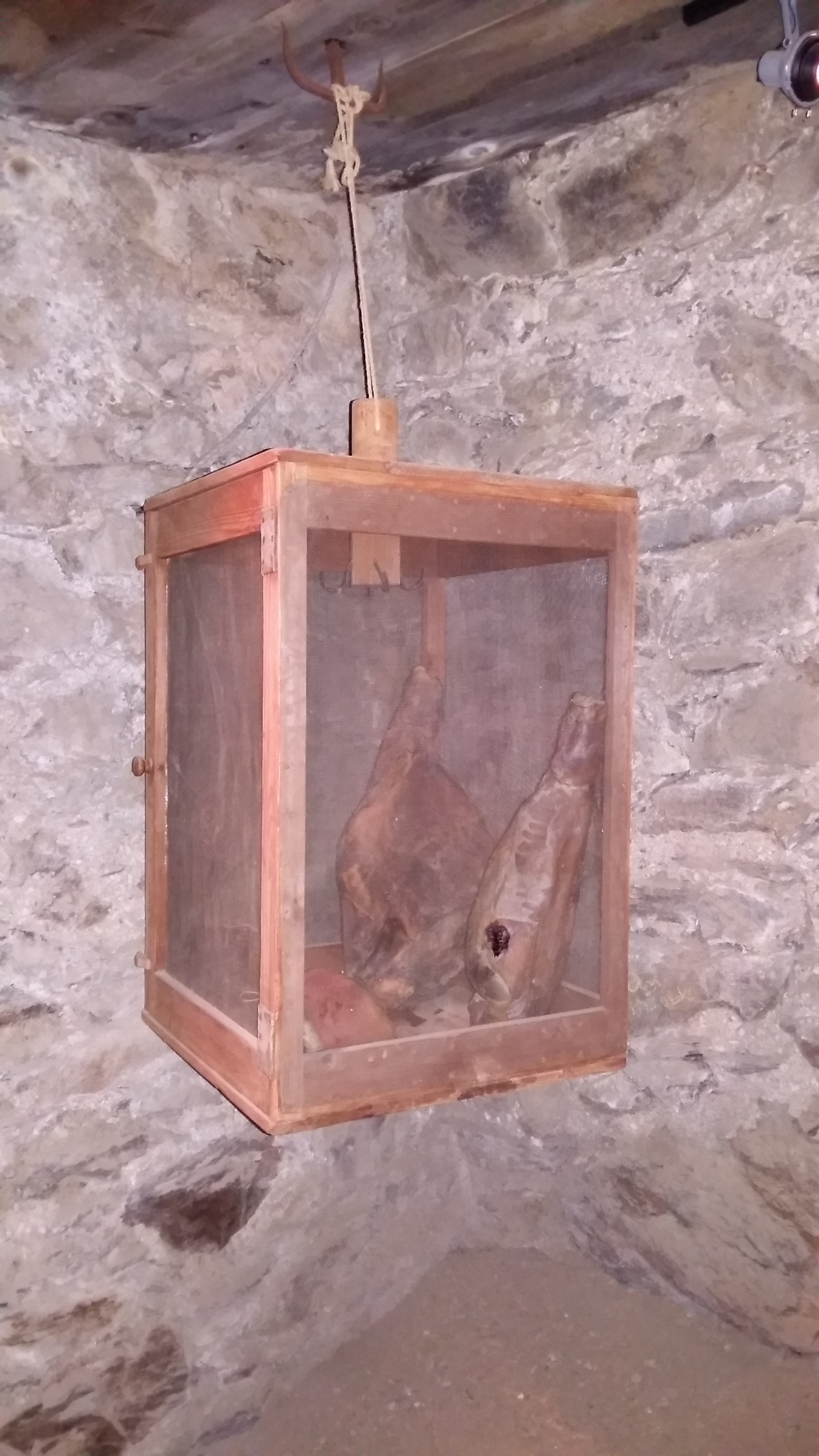
Fresquera en Casa Rull, en Sispony (Andorra).

Se denominaba fresquera o despensa a la pequeña dependencia del hogar destinada a mantener frescos los alimentos. Antes de la extensión de la energía eléctrica y la popularización del frigorífico era el sistema más común para ello junto con la despensa. Incluso posteriormente se ha denominado cámara o fresquera familiarmente al frigorífico por analogía.

## Características generales
Aunque existieron multitud de tipos, formas y tamaños en las cámaras, siempre supeditadas a la arquitectura de los edificios, algunas de las características más extendidas y comunes son las siguientes: El acceso a la fresquera era con las manos, de modo que, para acceder a ellas se usa de una pequeña ventana, ventanuco, trampilla o simplemente puerta generalmente de dos hojas para mayor comodidad de manipulación que se construía lo más cerca posible del suelo pero sin tocar en él. Este ventanuco solía tener forma apaisada y con vasares. Por el exterior estaba resguardada del ataque de los insectos por una tela metálica suficientemente densa y por el interior de los animales domésticos así como de la polución por el ventanuco.
Las fresqueras debían estar en un sitio especialmente diseñado, resguardadas del calor del sol y a tal efecto habían de hallarse orientadas al Norte y de no ser esto posible, al Este. En cualquier caso en comunicación con el exterior; para servirse de ellas también debían estar cerca de la cocina para que su servicio fuera más cómodo.